# Angat-Stausee
Der Angat-Stausee ist eine Talsperre am Fluss Angat in den Philippinen. Der Staudamm, der den See aufstaut, zählt mit 131 Metern Höhe und 568 Metern Länge zu den größten im Lande.

## Staudamm
Der Staudamm liegt in den Sierra Madre auf der Insel Luzon, auf dem Gebiet der Gemeinde Norzagaray in der Provinz Bulacan. Er dient der Bewässerung von 300 km² Landfläche, dem Hochwasserschutz, der Stromerzeugung und der Trinkwassergewinnung. Der Stausee fasst maximal 850 Millionen Kubikmeter Wasser und ist die Haupttrinkwasserquelle für die Hauptstadtregion Metro Manila.
Der Staudamm wurde in einem schmalen Canyon unterhalb des Zusammenflusses der beiden Flüsse Matulid und Maputi errichtet, der Wassereinzugsgebiet umfasst 568 km², dem Natur- und Wasserschutzgebiet Angat Watershed Forest Reserve. Der Staudamm besteht aus einer Mischung aus Erd- und Steinschüttmaterial. Die Planung und Konstruktion begann 1961 und die Bauarbeiten dauerten bis August 1968. Die Kronenbreite beträgt 8,75 Meter und die Tiefe des Dammes an seiner Basis ca. 550 Meter.
Die Talsperre verfügt über eine Hochwasserentlastung mit drei voneinander unabhängigen Verschlüssen, um ein Überströmen des Dammes zu verhindern. Der Zufluss wird von der National Irrigation Authority (NIA) kontrolliert und damit die Stauhöhe des Sees von ihr festgelegt. Das Bewässerungssystem, das durch den Stausee gespeist wird, versorgt die landwirtschaftlichen Betriebe in dem Distrikt III in der Provinz Bulacan.

## Wasserkraftwerk
Das Potenzial der Region des Angat-Rivers in der Sierra Madre wurde bereits 1904 erkannt. 1926 wurde bereits der Bustos-Staudamm am Unterlauf errichtet, der eine Landfläche von 270 km² bewässerte. 1939 wurden erste Planungen für den Angat-Staudamm unternommen, diese wurden jedoch vom Zweiten Weltkrieg unterbrochen und in den 1950er Jahren erneut initiiert.
Das Haupt-Wasserkraftwerk wurde unterhalb des Staudammes errichtet. Es erzeugt ca. 228 Megawatt elektrischen Strom. Es ist als Dauerlastkraftwerk ausgelegt und verfügt über vier Francis-Turbinen, des Herstellers ABB. Das Kraftwerk ist über zwei Tunnelleitungen mit dem Staudamm verbunden. Sie messen sieben Meter und sechzig im Durchmesser und sind Unterirdisch verlegt. Im August 1968 wurden die letzten Turbinen Nr. 3 und 4 im Hauptkraftwerkshaus installiert. Die Konstruktion des kleineren Ipo-Staudammes, unterhalb des Hauptdammes, wurde 1978 begonnen und 1984 abgeschlossen. Er beherbergt die sechs kleineren Turbinen des Herstellers Toshiba, die zusammen eine Leistung von 18 MW haben.
Der gesamte Wasserkraftwerkskomplex befindet sich im Besitz der philippinischen National Power Corporation.